# Agrilus mourgliai
Agrilus mourgliai es una especie de insecto del género Agrilus, familia Buprestidae, orden Coleoptera.
Fue descrita científicamente por Curletti, en 1997.